# Атанасиос Хадзопулос
Атанасиос Хадзопулос, известен като капитан Макрис (на гръцки: Αθανάσιος Χατζόπουλος, καπετάν Μακρής), е гръцки революционер, деец на гръцката въоръжена пропаганда в Македония от началото на XX век.

## Биография
Хадзопулос е роден в 1885 година в берското село Свиница, тогава в Османската империя, днес заличено, или в Либаново, днес Егинио. Най-възрастният син е на Фотиос Хадзис, старейшина на Свиница с голям имот. Спечелва прякора си Макрис, Дълъг, поради големия си ръст. Учи в началното училище в Свиница до затварянето му поради действията на българските чети. След това се премества в Колиндрос, където прекарва по-голямата част от живота си. Там той се жени за Кириаки (Кириакуло), с която имат един син Василиос. Участва в Гръцкото четническо движение в Македония в 1896 година. През 1900 година съпругата му умира и той заминава за Атина. След това се връща в Колиндрос и се жени втори път за Елени (Ленко), с която имат три дъщери Мария (Марика), Анти (Антица) и Панайота (Панагица).
През 1903 година се създава гръцки революционен комитет в Колиндрос, в който се включва и Хадзопулос. Той последва Павлос Мелас в Западна Македония до смъртта му в Статица през 1904 година. В отряда на Мелас приема псевдонима капитан Макрис и става командир на чета, в която влизат Димитриос Полизопулос, Петрос Кохлидис, Сотирио Папурас, Аристидис Гагакас и Василиос Цицилас. След смъртта на Павлос Мелас Атанасиос Хадзопулос сътрудничи на Телос Агапинос в района на Ениджевардарското езеро, където отговаря за доставката на снаряжения и боеприпаси и за координирането на мрежата от информатори и агенти в региона. Боеприпасите са сваляни във Вромери и Макриялос на брега на Солунския залив и оттам са транспортирани към района на езерото. През 1906 година Хадзопулос с четата си взима участие в няколко последователни битки в Централна Македония. Близо до Негуш, след три часово сражение, българите са принудени да отстъпят и членовете на пробългарските партии в Копаново, Долно Копаново и Голо село са ликвидирани. В друга битка в Тохово Хадзопулос се притича на помощ на Михаил Анагностакос, докато в битката при Хондросугла, близо до Негуш на 1 април 1906 година се притича на помощ на Емануил Кацигарис, който по време на прехода си от Негуш в Бер е заобиколен от 600 османски войници. Гърците успяват да пробият кордона, оставяйки след себе си 13 мъртви, сред които и помощникът на Хадзопулос Томас Гольовас от Колиндрос.
През февруари 1907 година Атанасиос Хадзопулос поема от Аграс сраженията в езерото, тъй като Аграс се оттегля в Негуш и отсъства координация между гръцките чети. След уреждането на нещата в езерото, Хадзопулос предприема действия в Каракамен, в района на Ранци. При новините за убийството на Аграс от българите, Хадзопулос се връща в района на езерото. Заминава за Владово, за да погребе трупа му. След това убийство духът на гръцките четници пада и много захвърлят оръжието и заминават за Гърция. Хадзопулос си сътрудничи с Николаос Думбиотис, капитан Аминтас, който току-що е пристигнал в Македония. Така на 15 юни 1907 година Хадзопулос и Думбиотис се сблъскват малко извън Негуш с османска част, която принуждават да отстъпи. Двамата действат в Негушко и Берско до Младотурската революция в 1908 година. Тогава след обявената от султана амнистия Хадзопулос слиза с четата си в Колиндър и се установява от съображения за сигурност в Колиндроския манастир. Преследван от младотурците обаче заедно с Думбиотис през Олимп бягат в Гърция.
След осемнадесет месеца в 1910 година Хадзопулос отново заминава за Македония и създава нова малка чета от свои съселяни и действа заедно с Гоно Йотов и Лазар Доямов в района на Ениджевардарското езеро, като отново действат в Урумлъка срещу възстановените български чети и османските власти.
По време на Балканската война с четата си подпомага гръцката армия. Участва в битката при Енидже Вардар и в овладяването на Солун. Османските части са събрани под командването на Хасан Тахсин паша западно от града, на източния бряг на Вардар. Хадзопулос, който познава много добре района иска от главнокомандващия принц Константинос 40 евзони и две оръдия, с всички лодки, които успява да намери, пресича делтата на Вардар и обстрелва с оръдията османските войски в тила. По този начин, османската армия е принудена да се оттегли, мислейки, че е сериозно застрашен тилът ѝ. Награден е от принц Константин със 100 златни лири.
След анексията на Македония от Гърция, се заселва в Либаново и работи първоначално в чифлика на турчина Ибрахим Джеваир. След изселването на турците през 1922 година работи в чифлика на Леопулос и по-късно, когато той е отчужден, отива в Милово, където работи в имението на Нацкас. Умира в 1936 година и е погребан в Колиндрос по негово желание. Удостоен е с ордени и медали, но отказва пенсия като заявява: „Борих се за освобождение и процъфтяване на родината ми. Родината се освободи, аз наградата си я получих“.